# Ydréika (Le Pirée)
 (signalé en mai 2025).
Si vous disposez d'ouvrages ou d'articles de référence ou si vous connaissez des sites web de qualité traitant du thème abordé ici, merci de compléter l'article en donnant les références utiles à sa vérifiabilité et en les liant à la section « Notes et références ».
- Archive Wikiwix
- Bing
- Cairn
- DuckDuckGo
- E. Universalis
- Gallica
- Google
- G. Books
- G. News
- G. Scholar
- Persée
- Qwant
- (zh) Baidu
- (ru) Yandex
- (wd) trouver des œuvres sur Wikidata

Ydréika, en grec moderne : Υδραίικα, est le quartier le plus historique du centre du Pirée en Grèce.
Il est situé entre la côte de Miaoúli (Ακτής Μιαούλη) et les rues de Sachtoúri, G. Theotóki et Thoukydídou. Le quartier est traversé en son milieu par l'avenue Chatzikyriákio qui se termine dans le quartier du même nom, au niveau de l'école des cadets de la marine. Le quartier est construit de nombreux vieux bâtiments néoclassiques du XIXe siècle.